# 粟井站
粟井站（日语：／ Awai eki */?）是位在日本愛媛縣松山市、隸屬於四國旅客鐵道（JR四國）予讚線的鐵路車站。車站編號為Y50，現時只停靠普通列車。

## 車站結構
設有一座以水泥所建成的單層站舍一座，外牆以磚砌成。規模比舊式木製站舍更細，但仍能設有小型票務處及一間小商店，位於站舍中央部份。無人化後，票務處的櫃面被夾板所圍封，而小商店亦從未營業過。右側為開放式候車大堂，設有座椅及自動售票機；左側為洗手間，雖然與站舍相連，但樓底卻相對較高。
設有側式月台2座，提供2面2線的配置。靠近月台的1號月台為側線，主要供上下行普通列車及避車時使用，2號月台為本線，是特急通過用的線道，並設有開放式候車小屋。月台間以行人天橋連接，有效長度為6輛，而各月台前端均設有緊急轉轍器。

### 月台配置
| 月台 | 路線    | 方向 | 目的地                                             | 備註                                                 |
| ---- | ------- | ---- | -------------------------------------------------- | ---------------------------------------------------- |
| 1    | ■予讚線 | 上行 | 伊予北條、今治、伊予西條、觀音寺、多度津、高松方向 | 側線，全部上行、部份下行普通列車發車月台。           |
| 1    | ■予讚線 | 下行 | 松山、伊予市方向                                   | 側線，全部上行、部份下行普通列車發車月台。           |
| 2    | ■予讚線 | 下行 | 松山、伊予市方向                                   | 主線，上下行特急列車通過路軌，部份下行普通列車使用。 |

## 歷史
- 1927年4月3日：開業。
- 1987年4月1日：日本國鐵分割民營化，車站經營權由JR四國繼承。

## 相鄰車站
四國旅客鐵道（JR四國）
■予讚線
柳原（Y49）－粟井（Y50）－光洋台（Y51）